# Tom & Jerry in Per un pugno di pelo
Tom & Jerry in Per un pugno di pelo (Tom and Jerry in Fists of Furry) è un videogioco di genere azione/picchiaduro, sviluppato dalla VIS Entertainment e pubblicato dalla NewKidCo in America e dalla Ubisoft in Europa.
Venne inizialmente distribuito per il Nintendo 64 nel 2000 ed in seguito per PC, nel 2002.

## Trama
Non vi è una vera trama: il gioco si basa su una battaglia senza esclusione di colpi tra Tom, Jerry ed altri personaggi della serie, senza una valida motivazione di tale ostilità.

## Modalità di gioco
Il gioco consiste in una serie di battaglie uno contro uno in diverse arene. Lo scopo è quello di mettere K.O. il proprio avversario, servendosi degli oggetti più svariati: padelle, sedie, forchette, frutta ecc. Se si è disarmati, è possibile anche sferrare una serie di pugni. Vince chi riesce a mettere K.O. il proprio opponente, o chi ha il livello di salute più alto allo scadere del tempo (la durata predefinita di ciascun round, è di 120 secondi).
Il giocatore avrà a disposizione 3 crediti (i cosiddetti continua), che gli permetteranno di continuare a giocare da quel livello, in caso di perdita. Esauriti quest'ultimi, dovrà ricominciare dall'inizio.
Tramite le opzioni, è possibile modificare, oltre al livello di difficoltà, alcuni dei parametri del gioco, come il numero di round (3 è l'opzione predefinita, incluso il round finale in caso di parità) o la durata di ciascuno di essi, avendo anche la possibilità di eliminare lo scadere del tempo.

### Oggetti
Sparsi per il livello, compariranno diversi oggetti da utilizzare contro il proprio avversario. Vi sono sia oggetti da lancio, come sedie, vasi, ferri di cavallo, pomodori, oppure oggetti a corto raggio, da usare in scontri corpo a corpo, come pale, forchette, giornali ecc.
Oltre agli oggetti da combattimento, sono presenti anche dei potenziatori che, una volta raccolti, possono avere effetti sia positivi che negativi, come per esempio l'invincibilità, che rende immuni ai colpi subiti per un determinato periodo di tempo, o il morbillo, che invece detrarrà lentamente i punti salute da chi è sotto il suo effetto; è possibile liberarsene sfiorando l'avversario, passandoglielo.
Inoltre, quando si arreca un certo numero di punti danno al proprio avversario, esso lascerà cadere delle valigette del pronto soccorso. Se raccolte, ripristineranno di poco la barra di salute.

### Modalità squadra
Questa modalità sarà disponibile solo dopo che il giocatore avrà vinto il torneo con tutti i personaggi giocabili. Qui è possibile selezionare 4 personaggi per squadra, i quali si affronteranno con quelli dell'altra squadra, sempre in scontri uno contro uno. Se un membro di una squadra viene sconfitto, si passerà al personaggio successivo. Vince il giocatore che riesce a sconfiggere per primo tutti i membri della squadra avversaria.

### Modalità multigiocatore
In modalità multigiocatore, si può giocare contro un amico in una sfida singola o a squadre (se la modalità è disponibile), in un'arena a scelta del giocatore. All'inizio, solo due arene saranno disponibili: Beccarsi in cucina e A guardia del giardino, ma è possibile sbloccarne di nuove, facendo progressi in modalità a giocatore singolo, ottenendo così un massimo di 10 arene selezionabili.

### Personaggi giocabili
Inizialmente, si avrà la possibilità di giocare solo nei panni di Tom o Jerry, ma man mano che si prosegue, verranno sbloccati nuovi personaggi:
- Tom
- Jerry
- Spike (sbloccabile)
- Tyke (sbloccabile)
- Butch (sbloccabile)
- Tuffy (sbloccabile)
- Duckling (sbloccabile)